# ساري تشمن
ساري تشمن هي قرية في مقاطعة ورزقان، إيران. عدد سكان هذه القرية هو 93 في سنة 2006.